# Brachirus pan
Brachirus pan är en fiskart som först beskrevs av Hamilton 1822.  Brachirus pan ingår i släktet Brachirus och familjen tungefiskar. IUCN kategoriserar arten globalt som livskraftig. Inga underarter finns listade.